# Kamen' (vulcano)
Il Kamen' (in russo Камень?) è uno stratovulcano della Kamčatka, in Russia. Con un'altitudine di 4.579 m s.l.m., è il secondo vulcano più alto della Kamčatka dopo il Ključevskaja Sopka.

## Descrizione

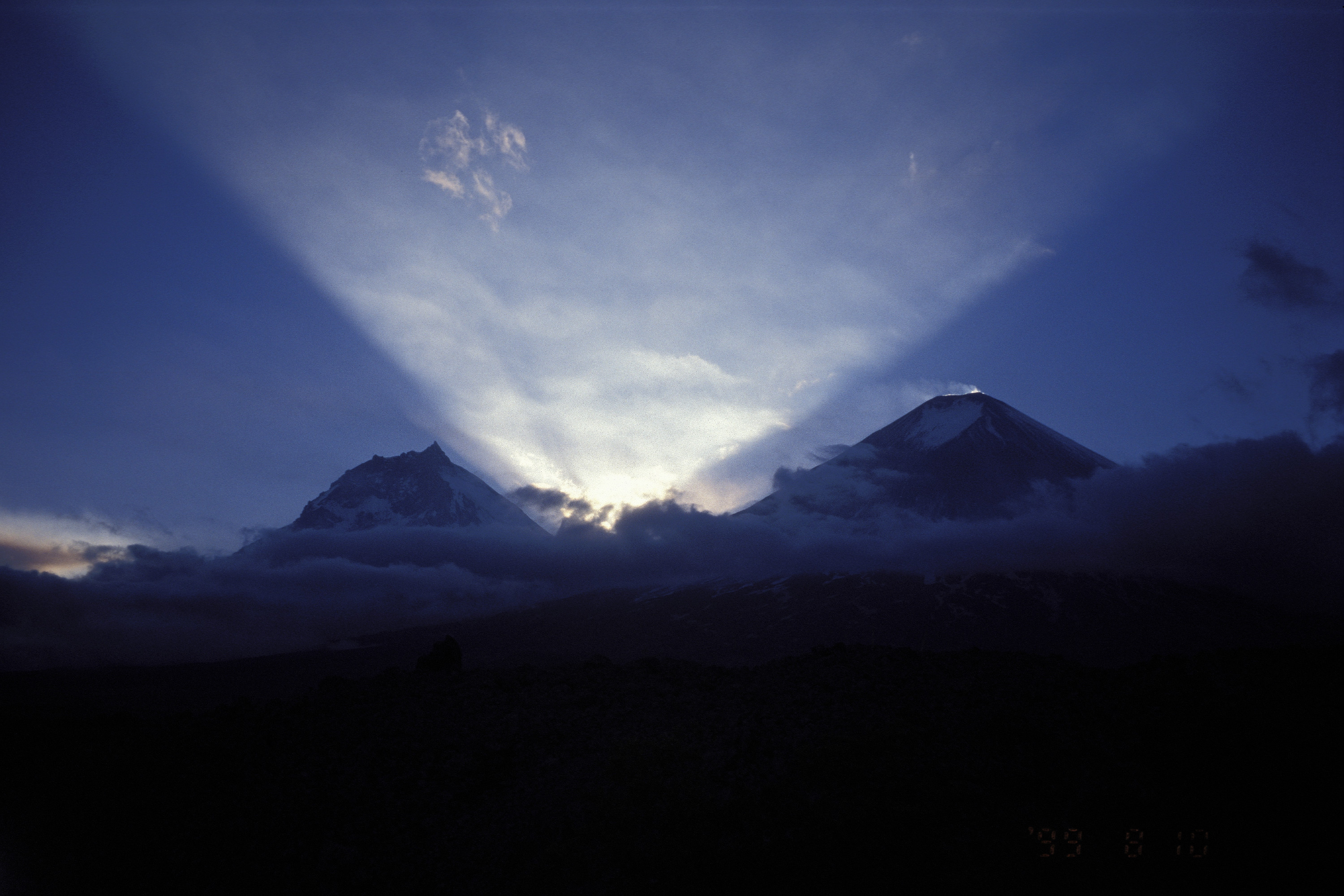
I vulcani Kamen' (sinistra) e Ključevskaja Sopka (destra).

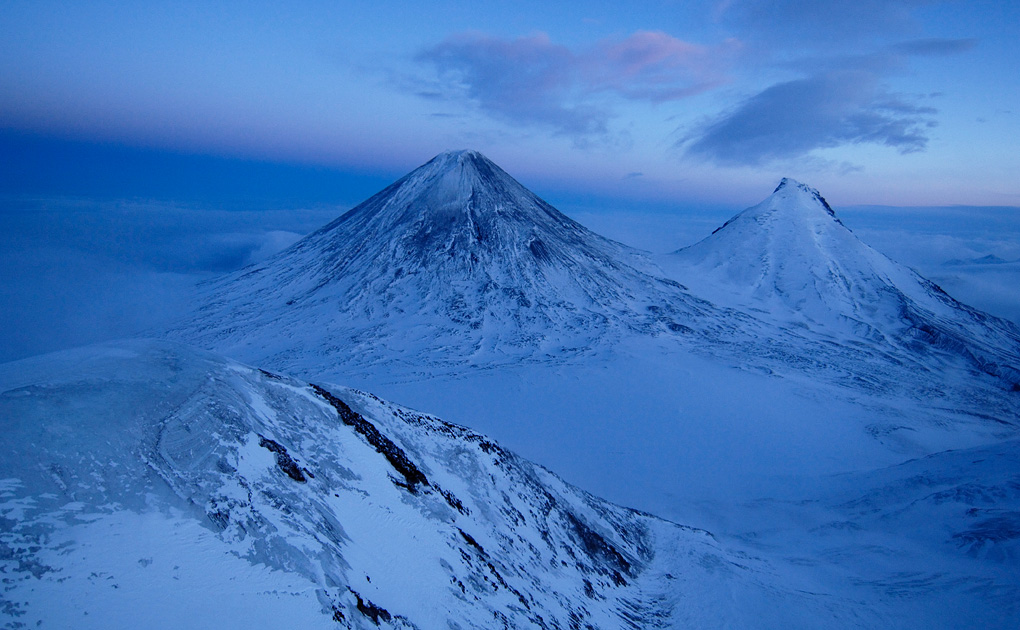
Il Kamen' (destra) e il Ključevskaja Sopka.

Il Kamen' si trova nella parte centrale della penisola della Kamčatka, a 5 km a sudovest del vulcano Ključevskaja Sopka. Nei pressi del vulcano sorgono i ghiacciai Schmidt e Bogdanović.
La data dell'ultima eruzione è sconosciuta, i vulcanologi suggeriscono che il vulcano si estinse alla fine del Pleistocene. Le rocce che compongono il vulcano sono prevalentemente lave interconnesse di composizione andesite basaltica con fenocristalli di pirosseno e plagioclasio.